# Ablak (heraldika)
Az ablak vagy ablakos, ablakozott a heraldikában ábrázolt épület, melynek ablakai eltérnek annak borításától. Nem tévesztendő össze a címerábrák kiegészítő jegyével, az ablakos fogalommal.
Névváltozatok:
de: gefenstert <ablakos, ablakozott>

Rövidítések:

Feketeablakos tornyok Hradec nad Moravicí címerében (Csehország)

A császári címeres levelek többek között az ablakokon is megengedik a megadományozottnak címere viselését. A címerek gyakran láthatók a kastélyok, templomok, kolostorok stb. üvegablakain.